# Christopher de Paus
Christopher Tostrup de Paus, född 10 september 1862 i Christiania, Norge, död 10 september 1943 i Skodsborg, Danmark, var en norsk-svensk godsägare, påvlig kabinettskammarherre, greve, riddare av Malteserorden, konstsamlare och mecenat. Han kom 1914 till Sverige och förvärvade där godset Trystorp i Närke. Senare ägare av Herresta vid Mariefred. Även bosatt i Rom. Han förlänades 1923 av påven ärftlig (agnatisk primogenitur) grevlig värdighet. Han hade Nordens största samling av grekisk och romersk konst.
Son till major, krigskommissarie Johan Altenburg Paus och Agnes Tostrup, sonson till advokat Henrik Johan Paus och sonsons son till redaren Ole Paus. Dotterson till godsägaren och affärsmannen Christopher Henrik Holfeldt Tostrup. Han ärvde från sin mors släkt en stor del av företaget Tostrup & Mathiesen, ett av Norges största timmerföretag, som han sålde på 1890-talet. Hans far var kusin till Henrik Ibsen.
Han var barnlös och testamenterade Herresta till Herman Paus, gift med grevinnan Tatyana Tolstoy (släkten Tolstoy.

## Dekorationer i urval
- Riddare av Malteserorden
- Storkors av Konstantinorden
- Storkors av påvliga S:t Gregoriusorden
- Kommendör med stjärna av Den Heliga gravens av Jerusalem riddarorden
- Kommendör av Sankt Olavs Orden
- Kommendör av Dannebrogsorden
- Kommendör av Vasaorden
- Storriddare med stjärna av Isländska falkorden
- Riddare 1. klass av Finlands Vita Ros’ orden

### Bildgalleri

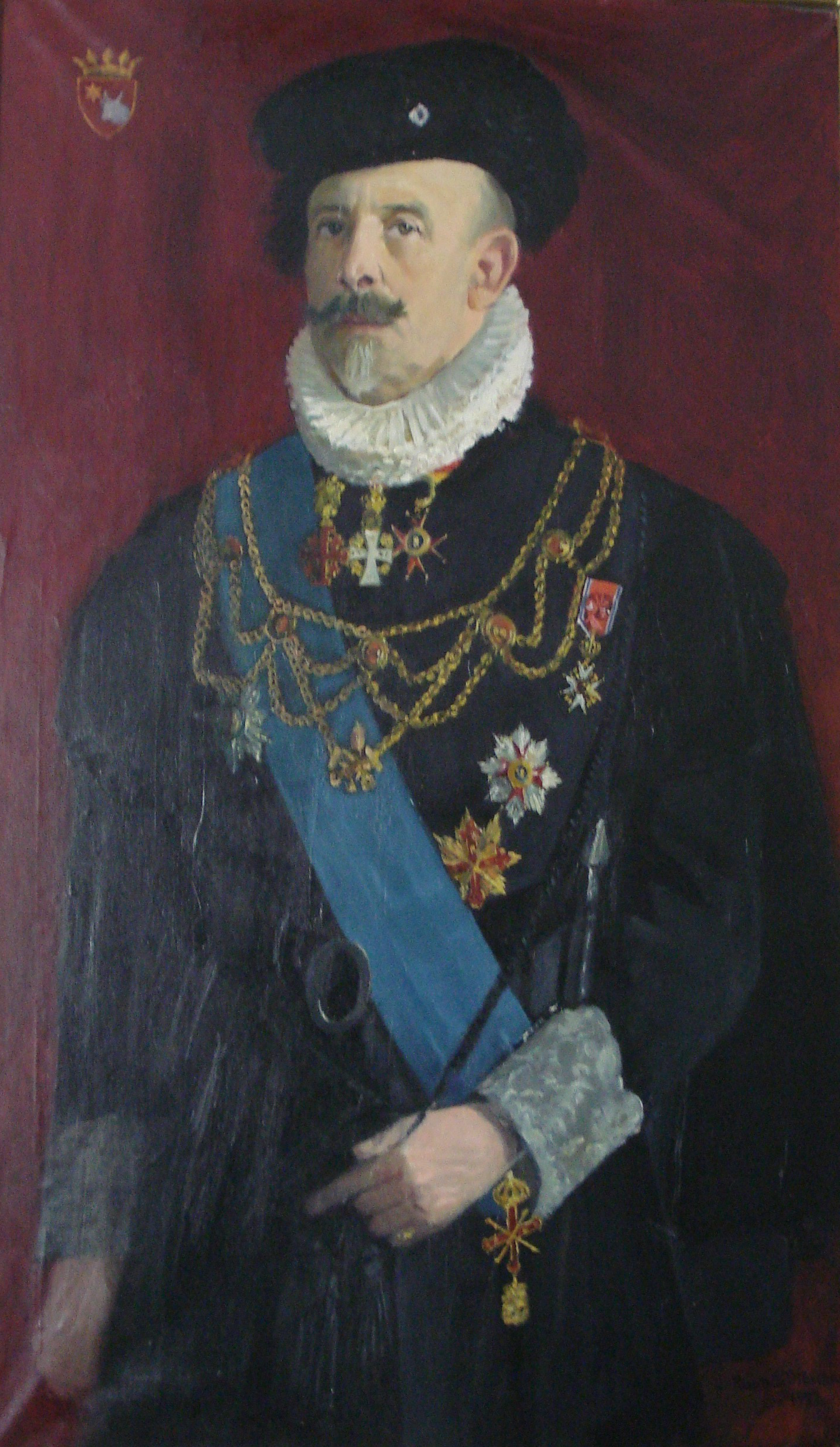
Kammarherre, greve Christopher de Paus
Vapen
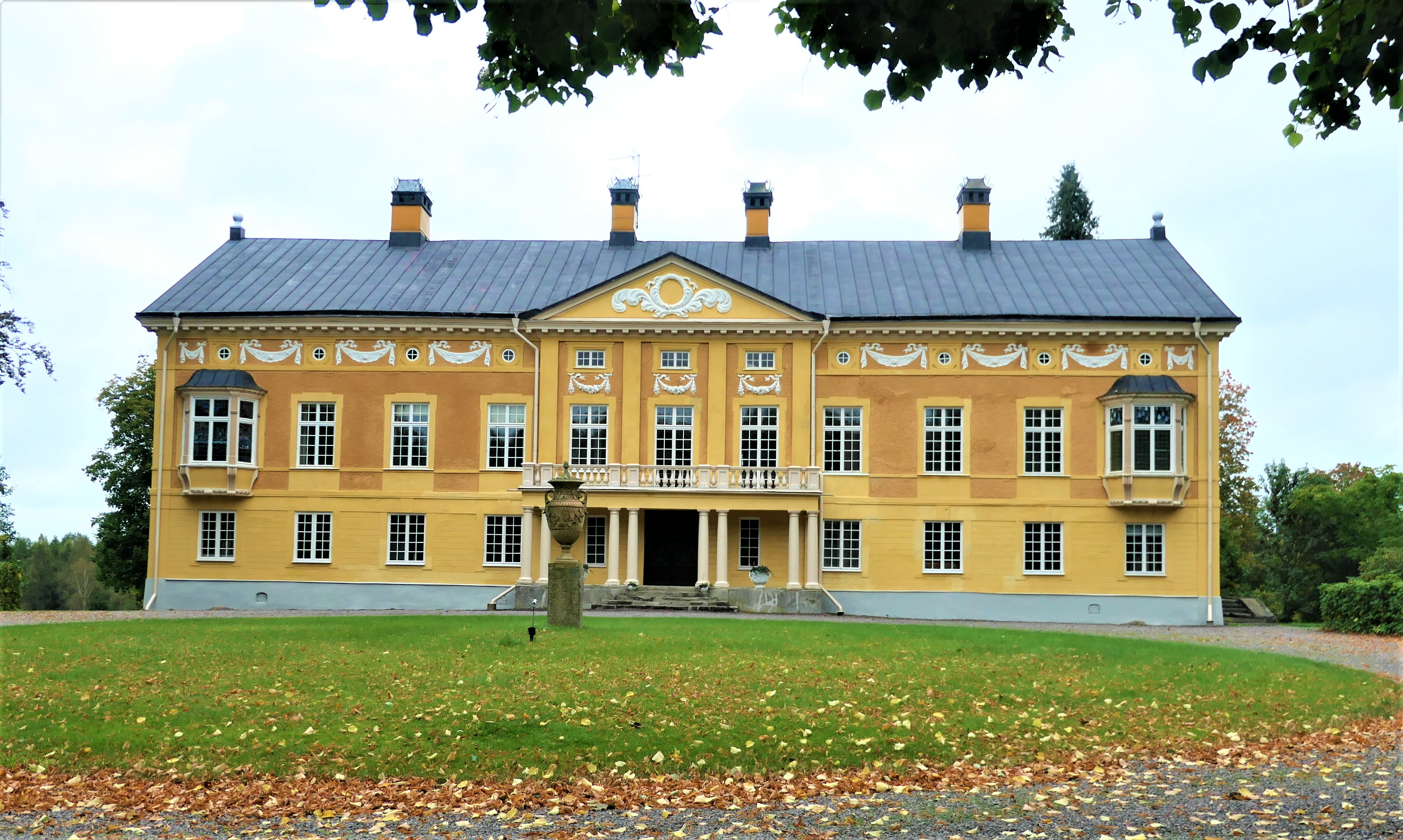
Trystorp i Fjugesta
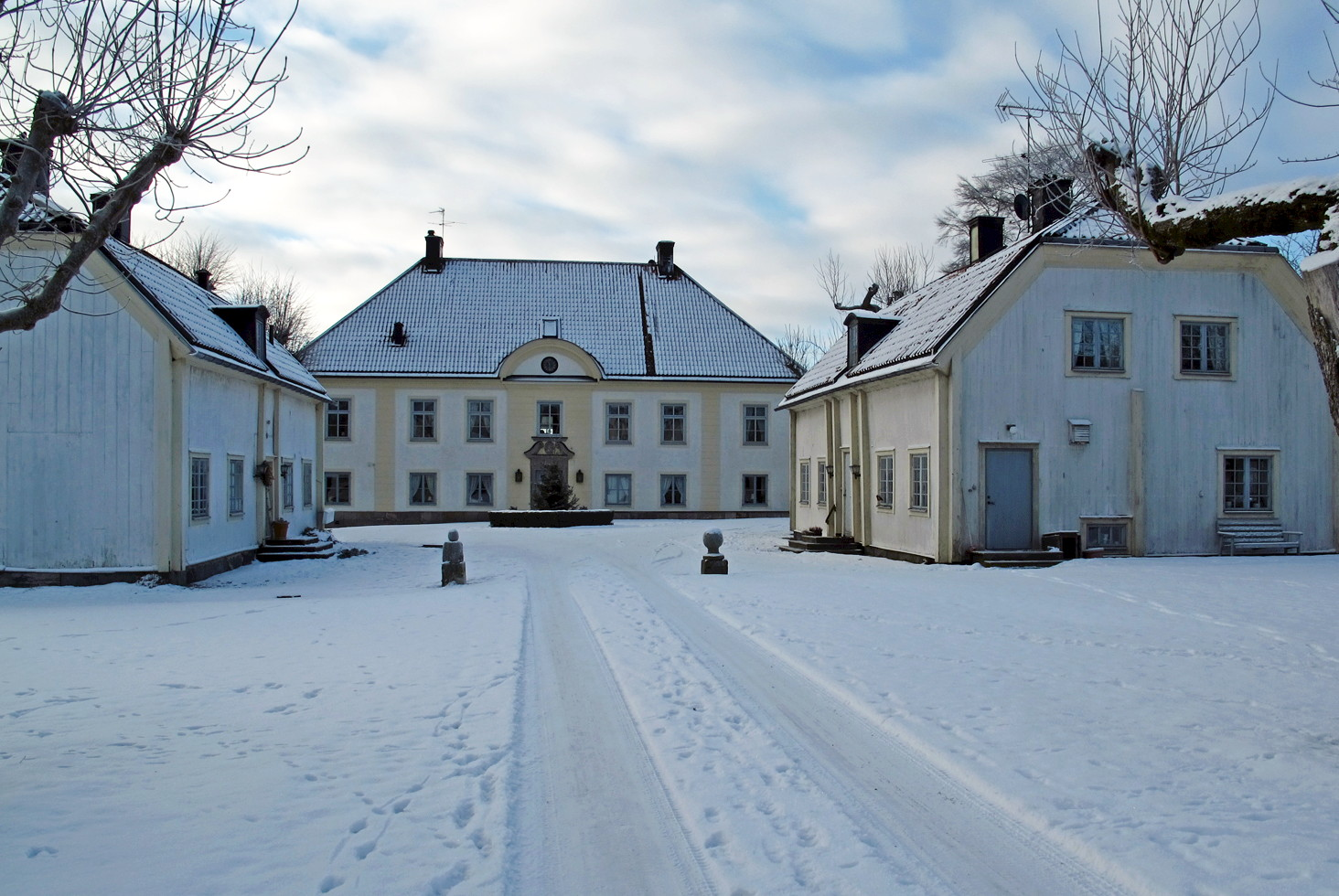
Herresta, Strängnäs kommun